# Elecciones estatales de Veracruz de 2007
Las Elecciones estatales de Veracruz de 2007 se llevaron a cabo el domingo 2 de septiembre de 2007, y en ellas se renovaron los siguientes cargos de elección popular en el estado mexicano de Veracruz:
- 212 ayuntamientos. Compuestos por un Presidente Municipal y regidores, electos para un periodo de tres años no reelegibles para el periodo inmediato.
- 50 diputados del Congreso del Estado. 30 electos por mayoría relativa en cada uno de los Distrito Electorales y 20 de representación proporcional mediante un sistema de listas.

## Resultados electorales

### Ayuntamientos
| Partido/Alianza                                                                | Partido/Alianza                                                                                        | Municipios |
| ------------------------------------------------------------------------------ | --- | ---------- |
|                                                                                | Partido Acción Nacional                                                                                | 31         |
|                                                                                | Coalición Alianza Fidelidad por Veracruz (PRI, PVEM, PANAL)                                            | 144        |
|                                                                                | Coalición Alianza Fidelidad por Veracruz (PRI, PVEM, PANAL y PRV)                                      |            |
|                                                                                | Coalición Alianza Fidelidad por Veracruz (PRI, PVEM, Partido Alternativa Socialdemócrata y PRV)        |            |
|                                                                                | Coalición Alianza Fidelidad por Veracruz (PRI, PVEM, PANAL, Partido Alternativa Socialdemócrata y PRV) |            |
|                                                                                | Coalición Alianza Fidelidad por Veracruz (PRI, PVEM, PANAL y Partido Alternativa Socialdemócrata)      |            |
|                                                                                | Coalición Alianza Fidelidad por Veracruz (PRI-PVEM)                                                    | 11         |
|                                                                                | Partido de la Revolución Democrática                                                                   | 14         |
|                                                                                | Coalición Por el Bien de Todos (PRD, PT, Convergencia)                                                 | 1          |
|                                                                                | Coalición Por el Bien de Todos (PRD-PT)                                                                | 0          |
|                                                                                | Partido del Trabajo                                                                                    | 2          |
|                                                                                | Convergencia                                                                                           | 4          |
|                                                                                | Partido Revolucionario Veracruzano                                                                     | 4          |
|                                                                                | Partido Alternativa Socialdemócrata y Campesina                                                        | 1          |
|                                                                                | Partido Nueva Alianza                                                                                  | 0          |
|                                                                                | Movimiento Ciudadano                                                                                   | 0          |
| Fuente: PREP Instituto Electoral Veracruazano a las 18:09 del 3 de septiembre. | |            |

#### Ayuntamiento de Boca del Río
|  | 49.79 % |

|  | 44.39 % |

|  | 2.05 % |

|  | 1.11 % |

|  | 0.06 % |

|  | 2.58 % |

|  | 100.00 % |

#### Ayuntamiento de Cerro Azul
- Reynaldo Mora Núñez  Hecho

#### Ayuntamiento de Coatzacoalcos
- Marcelo Montiel Montiel  Hecho

#### Ayuntamiento de Córdoba
|  | 35.35 % |

|  | 47.22 % |

|  | 1.93 % |

|  | 11.65 % |

|  | 1.52 % |

|  | 0.04 % |

|  | 1.93 % |

|  | 100.00 % |

#### Ayuntamiento de Orizaba
|  | 27.66 % |

|  | 42.91 % |

|  | 2.52 % |

|  | 0.90 % |

|  | 9.93 % |

|  | 1.65 % |

|  | 12.08 % |

|  | 0.06 % |

|  | 2.25 % |

|  | 100.00 % |

#### Ayuntamiento de Veracruz
|  | 46.85 % |

|  | 47.59 % |

|  | 3.13 % |

|  | 0.44 % |

|  | 0.21 % |

|  | 0.04 % |

|  | 1.71 % |

|  | 100.00 % |

#### Ayuntamiento de Xalapa
|  | 27.70 % |

|  | 52.90 % |

|  | 13.49 % |

|  | 1.19 % |

|  | 0.41 % |

|  | 3.08 % |

|  | 100.00 % |

### Diputados
| Partido/Alianza                                                               | Partido/Alianza                                                                                  | Diputados |
| ----------------------------------------------------------------------------- | ------------------------------------------------------------------------------------------------ | --------- |
|                                                                               | Partido Acción Nacional                                                                          | 12        |
|                                                                               | Coalición Alianza Fidelidad por Veracruz (PRI, PVEM, PANAL, Partido Alternativa Socialdemócrata) | 30        |
|                                                                               | Coalición Por el Bien de Todos (PRD, PT)                                                         | 0         |
|                                                                               | Partido de la Revolución Democrática                                                             | 3         |
|                                                                               | Partido del Trabajo                                                                              | 1         |
|                                                                               | Convergencia                                                                                     | 2         |
|                                                                               | Partido Revolucionario Veracruzano                                                               | 1         |
| Fuente: PREP Instituto Electoral Veracruzano a las 18:09 del 3 de septiembre. |                                                                                                  |           |